# When Autumn Storms Come
When Autumn Storms Come er en ep af det svenske black metal-band Naglfar der blev udgivet i 1998 gennem Wrong Again Records.

## Numre
1. "When Autumn Storms Come" – 6:17
2. "The Brimstone Gate" – 5:18